# Villamar (San Claudio)
Villamar es un lugar de la parroquia de San Claudio, en el concejo de Oviedo, Asturias, España. Se encuentra situado al noreste de la parroquia, hacia la falda del monte Naranco, y en su extremo norte linda con el Camino de Santiago primitivo.  
El origen del topónimo no hace referencia al mar, que se encuentra a casi 30 km, sino a un nombre de persona, tal vez Marus, o Marius, presumible fundador de una villa, unidad de explotación agrícola en época romana.  
El núcleo aparece mencionado por primera vez en los documentos medievales del Monasterio de San Pelayo. La primera mención puede ser una que figura en un manuscrito fechado en 1244 y que hace referencia a un vecino «de Villampnat». Sin embargo, la primera mención con el moderno topónimo «Villamar» aparece en un documento de 1353 que lo vincula al cercano núcleo de Llampaxuga, ya en la parroquia de Loriana.
El núcleo de Villamar, a diferencia de otros espacios de la parroquia y del concejo de Oviedo, cuenta con un hábitat relativamente concentrado. En la zona más central, un moderno topónimo «La Torre» remite a una antigua edificación tal vez vinculada a algún señor feudal. Junto a ella, la capilla de Santo Domingo de Guzmán.  
Villamar cuenta con parada de la red de autobuses urbanos de Oviedo, TUA. Tiene 124 habitantes.